# 王蕣華
王 蕣華（おう しゅんか）は、南朝斉の和帝蕭宝融の皇后。本貫は琅邪郡臨沂県。

## 経歴
太尉王倹（王僧綽の子）の孫娘にあたる。蕭宝融の妻として迎えられ、隨王妃となった。永元元年（499年）、南康王妃に改められた。中興元年（501年）3月、和帝が即位すると、皇后に立てられた。中興2年（502年）4月、和帝が蕭衍に帝位を譲ると、皇后は巴陵王妃に降格され、姑孰にうつされた。

## 伝記資料
- 『南斉書』巻20 列伝第1
- 『南史』巻11 列伝第1